# Thomas Cholmondeley (4e baron Delamere)
Thomas Pitt Hamilton Cholmondeley, 4e baron Delamere (19 août 1900-13 avril 1979), est un pair britannique. Connu (à partir de 1931) sous le nom de Tom Delamere, il possède le vaste domaine connu sous le nom de Soysambu Ranch au Kenya.

## Jeunesse
Il est le fils aîné de Hugh Cholmondeley (3e baron Delamere), auquel il succède en 1931. Sa mère est Florence Anne Cole, une aristocrate anglo-irlandaise qui est la fille de Lowry Cole (4e comte d'Enniskillen). Cholmondeley est un descendant indirect de Robert Walpole, le premier Premier ministre du Royaume-Uni. Il fait ses études à Eton. Pendant la Seconde Guerre mondiale il sert avec les gardes gallois et obtient le grade de capitaine.
Pendant cette période, la famille Cholmondeley continue à posséder des terres et des domaines ancestraux dans le Cheshire, dans le nord de l'Angleterre. Cependant, Lord Delamere a vécu, travaillé et investi la majeure partie de sa vie dans la construction du Kenya moderne. En 1934, Tom Delamere installe sa famille à l'Abbaye de Vale Royal, pour être expulsé en 1939 lorsque le gouvernement convertit Vale Royal en sanatorium pour les soldats de la Seconde Guerre mondiale. Les Cholmondeleys reprennent possession de l'abbaye après la guerre, mais en 1947, la maison et le terrain sont vendus.

## Vie privée
Cholmondeley épouse le 14 juin 1924, Phyllis Anne (1904-1978), fille de George William Montagu Douglas Scott (1866-1947; fils cadet du 6e duc de Buccleuch) et d'Elizabeth Emily Manners (1878-1924; fille de John Manners (7e duc de Rutland)). Ils ont :
- Elizabeth Florence Marion (26 décembre 1925 - 1988).
- Anne Jeannetta Essex (2 septembre 1927 - 18 octobre 2013)[4].
- Hugh Cholmondeley (5e baron Delamere) (né le 18 janvier 1934).

Cholmondely devient baron Delamere (en 1931) au moment où lui et la baronne Delamere divorcent en 1944. Lord Delamere se remarie le 15 juin 1944 à l'hon. Ruth Mary Clarisse Ashley (1906–1986), fille du lieutenant Colonel Wilfrid Ashley (ancien ministre du Cabinet conservateur), qui est le premier (et unique) baron Mount Temple (de la deuxième création), et Amalia Mary Maud Cassel. Ce deuxième mariage se termine par un divorce en 1955.
Le 26 mars 1955, Lord Delamere épouse en troisièmes noces Diana Caldwell (1913–1987), fille de Seymore Caldwell, mieux connue sous le nom de Diana Delves-Broughton.
Le baron Delamere est décédé à 78 ans en août 1979; et son fils de son premier mariage, Hugh Cholmondeley, 5e baron Delamere lui succède.